# Mommenheim, Bas-Rhin
Mommenheim là một xã thuộc tỉnh Bas-Rhin trong vùng Grand Est đông bắc Pháp.